# Valladolid (Messico)
Valladolid è una cittadina del Messico meridionale, situata nel centro della penisola dello Yucatán. Dista circa 70 km dal sito maya di Chichén Itzá, a circa 150 km dalla città di Mérida, capitale dello Stato federato dello Yucatán e a 100 da Tulum. Essendo abitata principalmente da popolazioni Maya, vi è molto diffusa la lingua yucateca. La popolazione conserva ancora le proprie tradizioni, visibili soprattutto nell'abbigliamento femminile.

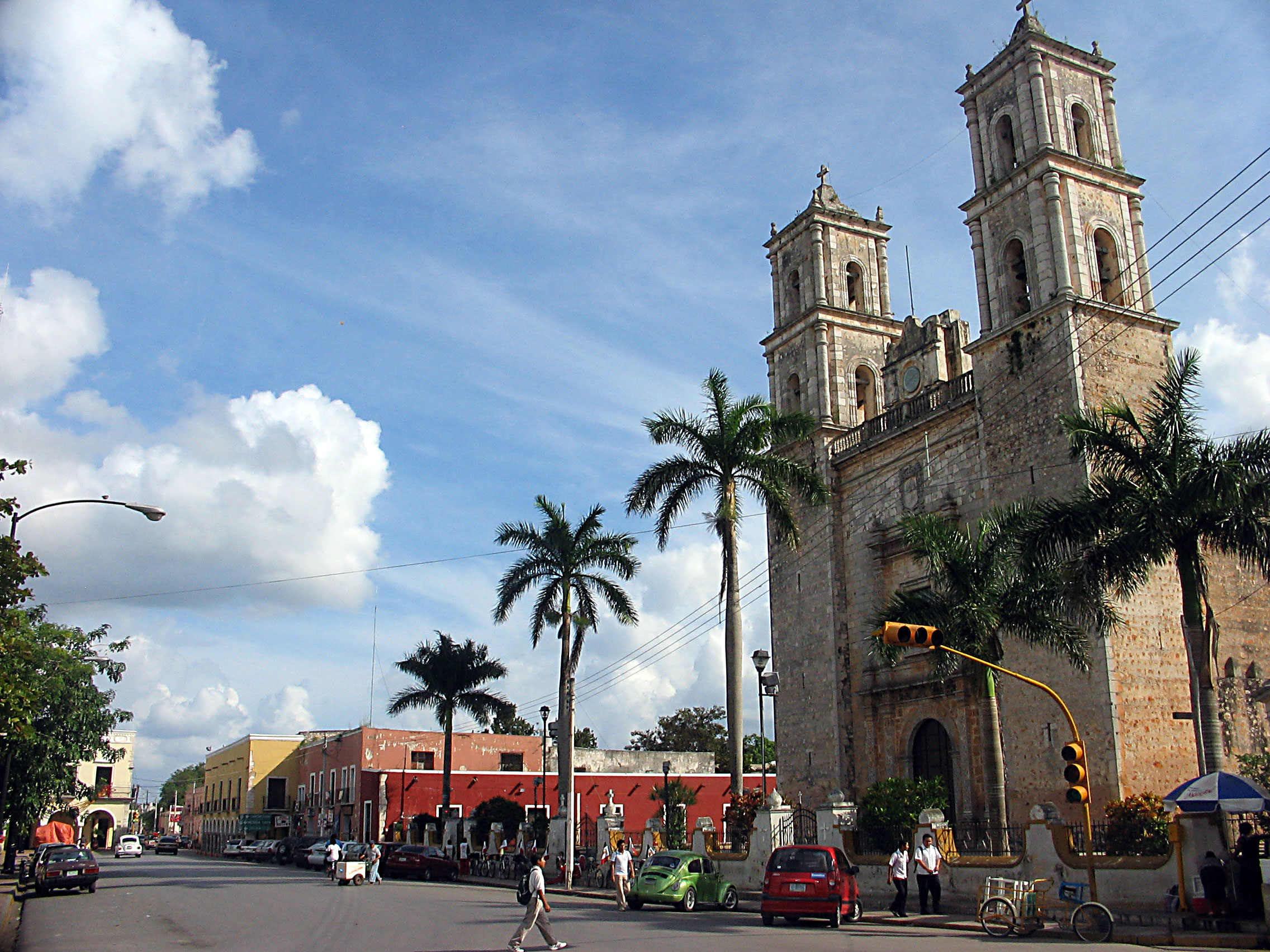
Cattedrale di San Gervasio

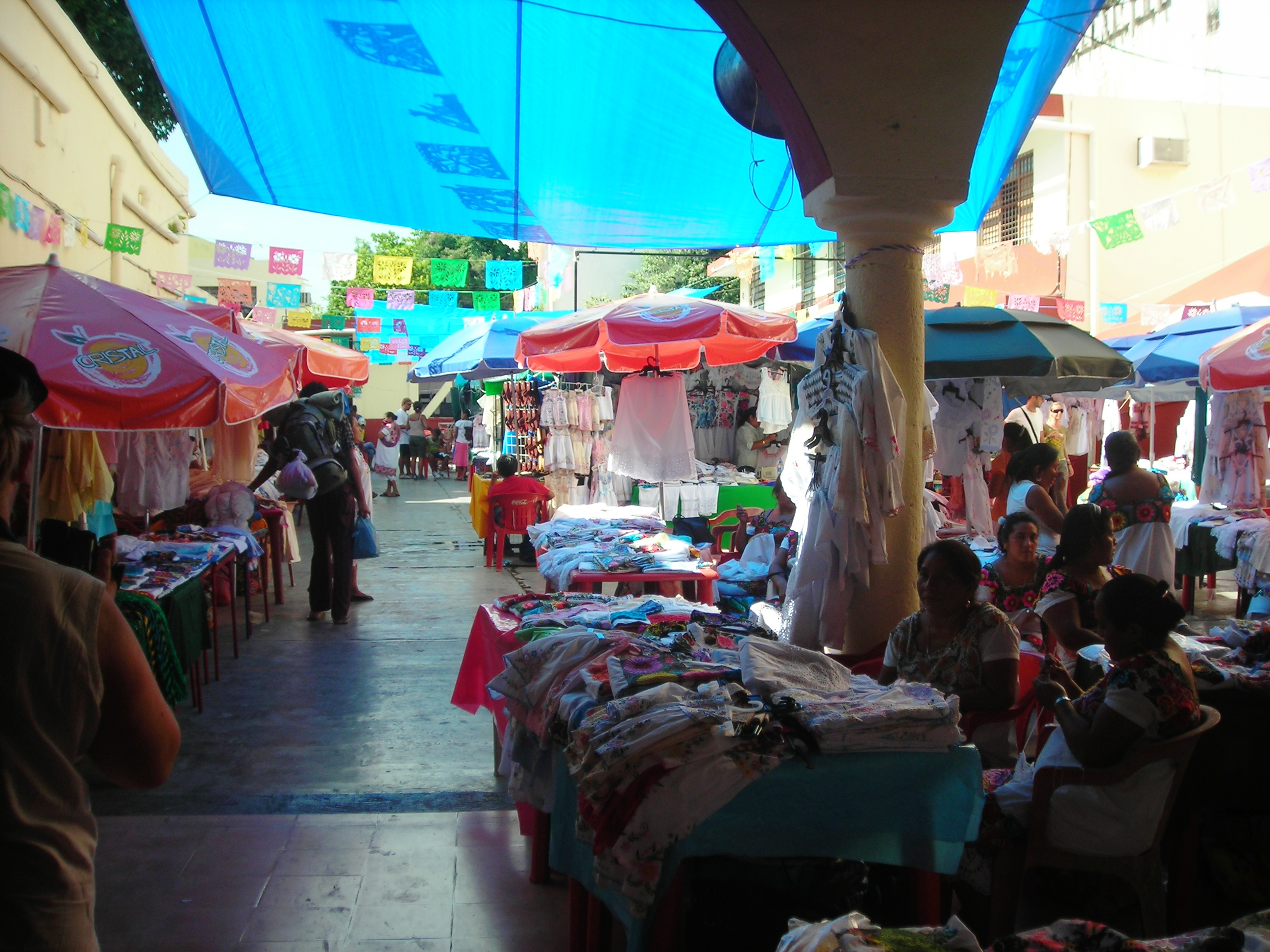
Mercato di Valladolid

La città, che deve il suo nome all'omonima città in Spagna, è stata premiata nel 2004 come città più pulita del Messico. Oltre al giardino pubblico, centro di aggregazione per gli abitanti e luogo ideale per ripararsi dal cocente caldo, Valladolid offre ai turisti la chiesa cattedrale di San Gervasio e un bel monastero dedicato a San Bernardino da Siena, oltre ad un impianto urbanistico caratterizzato da pittoresche stradine e bei palazzi dai caldi colori messicani.
Si segnalano inoltre diversi cenote (fenditure del terreno che formano grotte con dei bacini di acque piovane un tempo fondamentali ai bisogni primari delle popolazioni autoctone), il più famoso di questi è il "cenote Zaci" (per buona parte aperto) in cui è possibile anche fare il bagno in acque azzurrissime.
Nei dintorni ci sono altri siti archeologici come, ad esempio, Ek Balaam, scoperto di recente in mezzo alla giungla e tuttora non completamente restaurato.